# Proctoporus guentheri
Espèce
Synonymes
- Oreosaurus guentheri Boettger, 1891
- Oreosaurus ocellifer Boulenger, 1902
- Oreosaurus anomalus Barbour & Noble, 1921

Proctoporus guentheri est une espèce de sauriens de la famille des Gymnophthalmidae.

## Répartition
Cette espèce se rencontre entre 1 000 et 3 200 m d'altitude dans la région de Cuzco au Pérou et dans les départements de La Paz, de Cochabamba et de Santa Cruz en Bolivie.

## Étymologie
Cette espèce est nommée en l'honneur d'Albert Günther.

## Publication originale
- Boettger, 1891 : Reptilien und Batrachier aus Bolivien. Zoologische Anzeiger, vol. 14, p. 343-347 (texte intégral).